# クライミングロープ
クライミングロープ（英語：Climbing rope）とは、ロープのうちクライミングに使用するものをいう。
以前はザイル（ドイツ語：Seil）と呼ばれることが多かった。

## アンザイレン
登山者同士がクライミングロープで身体を結ぶことを「アンザイレン」（ドイツ語:Anseilen ）という。この時以降、両者は互いに危機を救い、行動と生命をともにする旨を誓うことを求められる。気のあった者同士、または熟達者同士であれば、たとえ相手の姿が見えなくても相手がどんな状況でどんな思考をしているのか、理解できる。すなわちクライミングロープはただ一本の綱であるに留まらず、互いに意思や状況を伝える神経となる。
ハイキングやトレッキングといった気楽な場合は別として、日本の山岳でも岩登り、冬季高山、滝の多い沢などでは極めて重要な道具である。「一人が滑落した場合、もう一人も引きずり落とされるのではないか」との疑念を解消するのが確保技術である。補助用具が発達して用法さえ習得すれば、比較的容易に確保できるようにはなっているが、登攀技術の中でも難しく、よく訓練して習熟する必要がある。
氷河は少しずつ動いていて、割れ目が至る所にあり、新雪で埋まってしまえば見えるものばかりではないため、氷河上で行動する際は、傾斜が無い場所でもアンザイレンするのが常識である。ヨジアス・ジムラーは16世紀末にはこの必要性を説いていたが、アルプス黄金時代のガイドは必ずしも氷河の上でロープを使用することを好まず、客である登山家と意見が対立した。エドワード・ウィンパーは「一つには他の山案内たちから冷やかされるのを恐れているからである」とつまらぬ見栄のために生命を軽視する愚かさを指摘し「こんなに簡単で、そして効果の大きい、ロープを結び合うという用心を、捨てて顧みないということに対して、私は声を大きくして反省を促したい」と言っている。
氷河の上だけでなく、岩稜でもガイドが客とのアンザイレンを拒んだ例はかなりあったようで、ジョン・フレデリック・ハーディはフィンシュテラールホルンでシャモニー＝モン＝ブランの一流ガイドの一人であったオーギュスト・シモンにどう説いてもロープを使わせられなかった。また1868年ツェルマットからマッターホルン第二登に際してジュリアス・エリオットは第一級のガイドだったペーター・クヌーベルを雇ったが、クヌーベルはロープを持っていたにもかかわらずどうしても結ぼうとしなかったという。エリオットは1869年シュレックホルンでもガイドにアンザイレンを拒否されて墜落、死亡することになった。
現在アンザイレンは2人一組が原則であり、これが標準的な編成として定着している。これを最初に主張したのはアルバート・フレデリック・ママリーであった。現在の確保技術では3人でも危険ではないが、登攀の時間が大幅に長くなってしまう。しかし当時の保守派登山家であったウィリアム・マシューズ、レズリー・スティーヴンらは「1登山者1案内者の組み合わせでも危険である」と主張したこともあり、C・ウィルスンに至っては、「ザイルの人数は何人であっても構わないが、ふたりというのだけは絶対によくない」と明らかにママリーに反対するために反対した。

### 隔時登攀
1人が動く時にはもう1人は確保するのが原則である。これを隔時登攀または異時登攀（スタカットクライミング）という。

### 同時登攀
よほど容易な場所なら2人同時に移動することもあり、これを同時登攀（コンティニュアスクライミング）という。これは以前は連続登攀と言われていた。が、むしろ隔時登攀より慎重に行動する必要がある。実際には時間節約のため同時登攀で行動する場合もままあるが、この場合相手が滑落した時とっさに確保体制に入り確実に止められるという保証がなければならない。この場合はロープを五重程ループにして持ち、相手が滑落したらこのループの中にピッケルを通し雪面に刺して止める。

## 前史
オラス＝ベネディクト・ド・ソシュールはモンブラン初登頂に賞金を出し、その後自ら登り1787年8月3日に第3登を果たしたが、この時ロープを持ち込んでいた。
プラシダス・ア・スペシャは1792年オーバーアルプシュトックの登山にアルペンストックの他ロープも携行したと記録されている。
ダグラス・フレッシュフィールドはコーカサスやヒマラヤ山脈探検に大きな功績を残した人物であるが、ベルニナ山群でたまたまガイドなしで登山した際にロープに身体を締め付けられて負傷した。同行者が調べてみるとロープの結び方が間違っていた。この当時はガイドを雇って登山するのが当然で、ロープを結ぶのもガイドにさせていたことから、フレッシュフィールド自身は結び方を全然知らなかった。これは、フレッシュフィールドが英国山岳会の現職会長だった当時（1893年 - 1896年）の話である。

## 英国山岳会証明

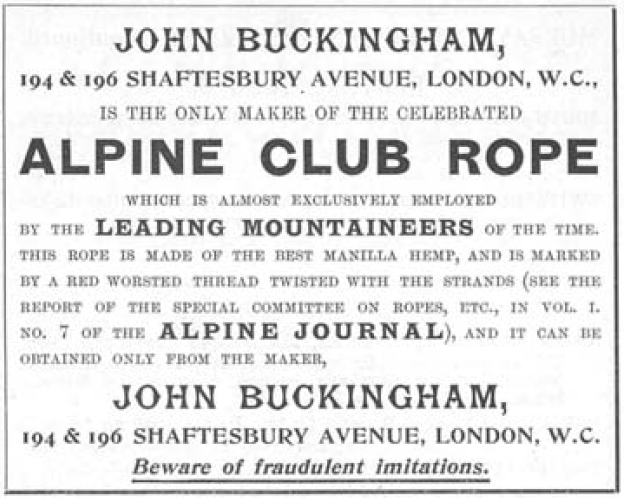
ジョン・バッキンガムが1897年に Whymper's Guides Advertiser に出したアルパイン・クラブ・ロープの広告

1864年英国山岳会においてチャールズ・ピルキントンを委員長としてフローレンス・クロフォード・グローブ、ヘレフォード・ブルック・ジョージら6人の会員が集められ、ピッケルとクライミングロープの品質向上のための委員会が発足した。会員に対して一考に値するピッケルとクライミングロープの提出を求め、実に多種多様な機材が集まったという。これら集まった多種多様な機材を資料にテストと甲論乙駁の結果が7月5日の会合で発表され、クライミングロープではいわゆる「アルパイン・クラブ・ロープ」を公認し、この後長くクライミングロープの規範となった。このロープは赤糸入りで、当初バッキンガム商会が製造していた。バッキンガム商会の所在地は、1920年に発行されたハロルド・レーバーンの『マウンテニアリング・アート』巻末にあるアーサー・ビールの広告にある所在地と同じであり、商号変更したか、同系列の会社であると見られている。

## 日本におけるクライミングロープ

### 岡野金次郎が目にしたウェストンの所有していたロープ
日本で登山好きが初めて用途を知った上で本格的クライミングロープを目にしたのは岡野金次郎であると考えられている。横浜に住んでいた岡野は1894年に徴兵検査で小島烏水と知り合い、お互い甲種合格でなかったことから仲良くなり、以後たびたび登山をともにした。1902年に一緒に槍ヶ岳に登り、その後勤務先で梱包されている本に槍ヶ岳の写真があるのを発見し、その本の著者ウォルター・ウェストンが横浜在住であることを知り、手紙を出して面会を申し込み、ウェストンの自宅を訪問し登山談義をしたが、この際居間にあったピッケル、登山靴、リュックサックなどとともにクライミングロープを見せられ使い方も伝授された。しかし当時の日本の登山はレベルが低く、その実情から言ってクライミングロープが必要な登山は全く行なわれておらず、岡野の登山用具への関心はせいぜい登山靴、バックパックまでであった。

### 加賀正太郎がヨーロッパから持ち帰ったロープ
加賀正太郎は1910年にユングフラウに登り、アルプスの高峰に登頂した最初の日本人となり、帰国の際ピッケル、リュックサックとともにクライミングロープを持ち帰った。しかし当時は岩登りはほとんど始まっておらず小島烏水が書いている「軽業か曲芸のように考えて、登山の邪道」という観念が支配的であり、この時も注目を浴びたのはリュックサックのみであった。加賀が持ち帰ったロープのメーカーについて「初めて日本に入ったロープは加賀氏のミッチロープ」という記述はあるが確認されていない。この頃ヨーロッパから各種の登山用具を輸入し『登山の準備』を雑誌『山岳』第8年第2号に発表するなど登山用具の第一人者だった高野鷹蔵もクライミングロープは輸入しておらず、使用法はもとより必要性さえ言及していない。

### マリヤ運動具店に始まる輸入ロープ
日本に本格的にクライミングロープが登場するのは、1921年に大阪のマリヤ運動具店がマニラアサ製で青糸を交えて編んだロープをミッチランガー・ガウバより輸入したのが最初である。また1921年の春には槇有恒が持ち帰った登山用具の中にアーサー・ビール製の撚りロープがあった。槇は『わたしの山旅』中で「この頃の登山縄は、マニラ麻製で直径一二ミリのものが多く、英国製の山岳会証明付きのものが最上とされていた」と書いている。
1924年好日山荘が誕生すると早速スイスのセクリタスが製造したクライミングロープを輸入、1926年にはアーサー・ビール製の輸入も始めた。また同じ頃大阪の吉岡商店と東京の銃砲店だった川口屋もセクリタスを、神戸の日本貿易もアーサー・ビールを、そして東京の保々近藤合名会社（近藤茂吉の会社）がイギリスのフロスト、スイスのレンツブルグ、アーサー・ビールの輸入を始めた。1924年にロック・クライミング・クラブが結成され岩登りや冬季登山に拍車がかかったことと呼応し、ようやく日本の登山界も大きな飛躍を迎えた。

### 国産化
マリヤ運動具店支配人で好日山荘を興した西岡一雄はクライミングロープの国産化を思い立ち、1925年芦森製綱所にミッチランガー・ガウバ製ロープを見本として渡し試作させたが、材質製法とも不充分であった。1926年秋ロック・クライミング・クラブが兵庫県不動岩においてこの芦森製綱所の試作品を使用して、日本における最初のクライミングロープ切断事故とされる墜落切断事故を起こし、芦森製綱所は製造を中止した。
最初の国産クライミングロープは東京製綱の君島工場で生産され市場に出たのが最初とされているが時期は定かでなく、ただ日本山岳会推薦として東京の運動具店に出て来たのは1931年であるとされている。
黒田正夫は『登山術』でクライミングロープの強度試験の結果を報告し、この中に外国製とともに東京製綱を含む数種の国産ロープを紹介しているが、その中で昔ながらの製法で作っている東京小石川白山の神谷文作という縄屋について記述している。老人が薄暗い仕事場で技術と勘だけで編んでおり、登山用として作られたものでなければ運動具店に並べられたこともなく、試験も理論もないが、東京製綱や大東製麻のロープとの比較で、引っぱり試験での絶対的な強度が変わらないにもかかわらず遥かに軽量で「登り綱としての比較強度からいって断然優秀である」とし、手触りについても「すべすべして、持ってもいい気持である」「神谷製のは断然よい」と賞賛した。これに対し「大東のは、ごわつきはしたが、ワセリンをテレビン油に溶かして油締したら、かなりしなやかになって、垂直懸垂しても、手の痛い様なことはなくなった」「東京製綱のは、この点で問題ではない。始めから、タラの木の幹のように麻の小口がチクチク出ていて、触れるだけでも痛い」としている。
1926年に秩父宮雍仁親王がヴェッターホルン、マッターホルンなどに登山した際、案内役となった槇有恒はアーサー・ビールに絹製40 mロープを特注した。クリントン・トマス・デントは『マウンテニアリング』中、濡れると硬く弱くなるマニラアサ製ロープと比較し、絹製ロープを「濡れてもしなやかさを失わず、強度も落ちないとされ、高価であることを除けば最上のものである」と述べている。
その後国産ロープの品質も向上し普及したが、第二次世界大戦により登山を楽しむ時勢ではなくなり、メーカーも製造中止した。戦後登山が再開されると1949年に生産が始められ、輸入が望めないこともあって需要が伸びた。

## ナイロン製ロープ
1950年に、フランスのアンナプルナ登山隊が、人類最初の8000m峰の登頂に成功した。この隊は、ナイロンによって装備の軽量化をはかり、ナイロン隊とも呼ばれた。
1952年にはナイロン製クライミングロープの製造が始まり、日本山岳会のマナスル遠征隊に使われるなどマニラアサ製と並んで次第に広まり、三本撚り、四本撚り、編みと進化しつつ徐々にマニラアサ製ロープを駆逐した。
一方で、ナイロン製ロープが出回り始めて間もなく、1955年にはナイロンザイル事件という死亡事故が起きている。
ヨーロッパ製の色鮮やかなロープが輸入されるようになると、国産のロープは姿を消した。1990年現在でも、日本で使用されるクライミングロープの90％以上が輸入品である。現代的なナイロン製クライミングロープは伸びによって衝撃を緩和するため墜落そのものについてはマニラアサ製よりかなり強い。ただし岩にこすれる場合にはこの限りではなく、例えば墜落の衝撃でロープが刃物状になった岩角にこすりつけられればいとも簡単に切れる。このためナイロン製クライミングロープの利点と欠点を正しく理解し使用する必要がある。

## 切断事故

### マッターホルン初登頂下山時の事故

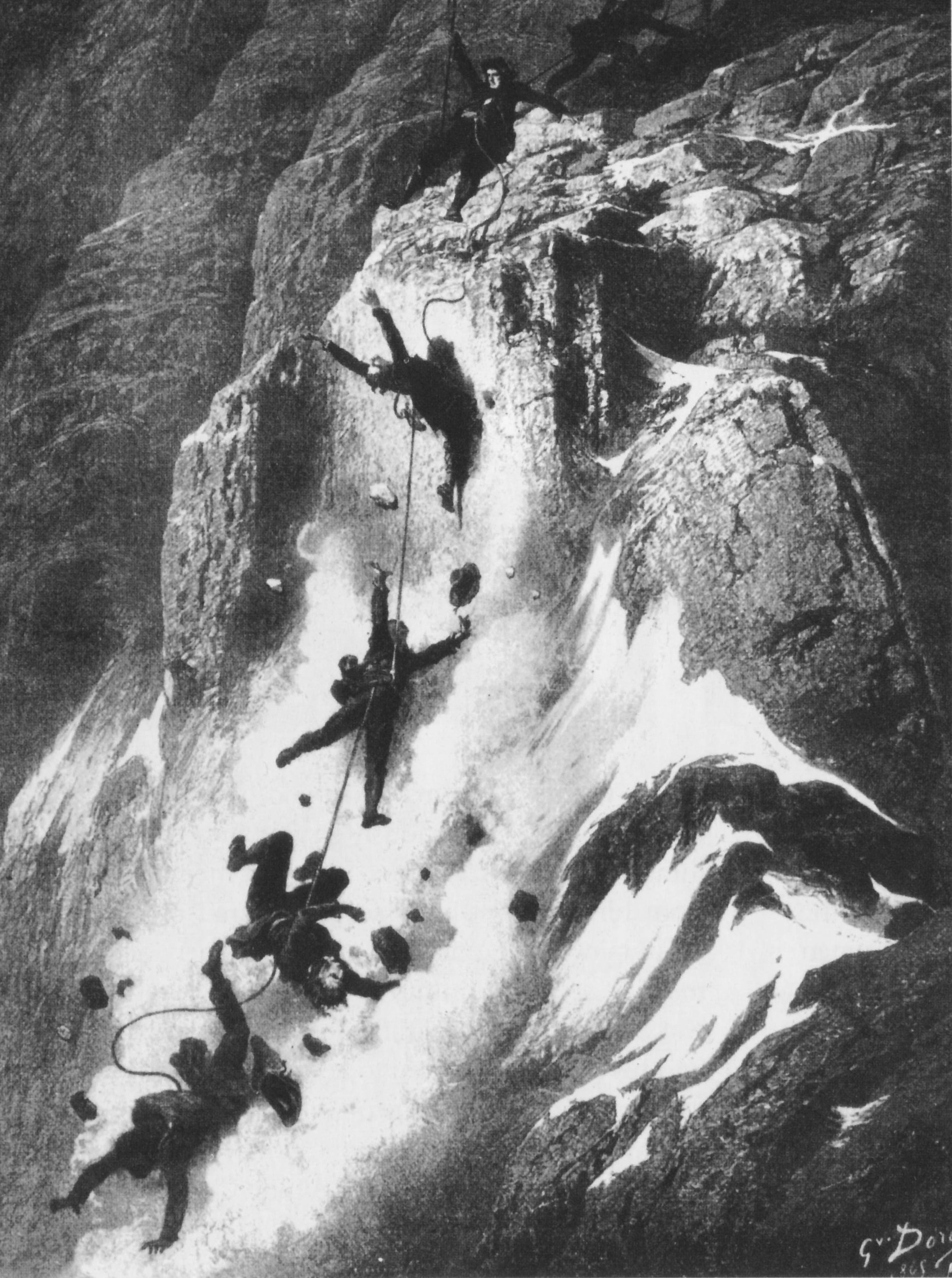
マッターホルン初登頂下山時の事故。ギュスターヴ・ドレ画。

この事故はクライミングロープが切れて起きた遭難の中で最も有名なものである。1865年7月14日エドワード・ウィンパー隊は客がウィンパー、チャールズ・ハドスン、フランシス・ダグラス卿、ダグラス・ロバート・ハドウの4人、ガイドがミシェル・クロ、ペーター・タウクヴァルター父子の3人、計7人でマッターホルンに初登頂した。この隊はマッターホルンの初登頂には情熱を持っていたが登山直前に編成された即席混成パーティーであった。この登山にウィンパーは自ら最も信頼する英国山岳会公認のマニラアサ製「アルパイン・クラブ・ロープ」100 ftを2本持参していた。また、手がかりや足場の乏しい難所に遭遇した時に岩に結び補助的な固定ロープとして使うために窓開閉用の太いロープを1本持ち込んでいた。ウィンパーとしては一人ずつ静かにぶら下がるだけなら充分耐える、という考えであったが、ガイドのタウクヴァルター（父）はウィンパーの意図を知らされずアンザイレン用に使った。
難所に差し掛かった時7人は3本のザイルで完全に一組みになっており、同時に行動していた。先頭から2人目だったハドウがスリップしすぐ下にいたクロの背後を突き、この2人の荷重でハドスンとダグラスが引きずり落とされた。次にいたタウクヴァルター（父）は大きな衝撃を受けたものの幸い安定した場所におりとっさに岩にしがみついて確保に成功したが、タウクヴァルター（父）の前でロープは切れ、4人はマッターホルン氷河目がけ北壁を落差にして1,000 m以上滑落し死亡した。ツェルマットでは一時「タウクヴァルター（父）が故意にロープを切ったのではないか」などという噂も流れ、政府は査問委員会を開いてウィンパーとタウクヴァルター（父）に審問した。

### ロック・クライミング・クラブの兵庫県不動岩での事故
日本で最初のクライミングロープ切断事故は、おそらく1926年秋ロック・クライミング・クラブが兵庫県不動岩において芦森製綱所の試作品を使用して起こした事故である。好日山荘を興した西岡一雄がクライミングロープの国産化を思い立って芦森製綱所に作らせたものであったが、未だ材質製法とも不充分であり、この事故を受けて芦森製綱所は製造を中止した。

### ナイロンザイル切断事件
ナイロン製のロープ（ザイル）は当初強度があり軽量でしなやか、とされたが、三重県岩稜会が1955年に前穂高岳東壁でナイロンザイルが切れて死亡事故となり、社会問題化した。井上靖はこの事件をモデルとし朝日新聞連載小説『氷壁』を書いた。